# ペーター・フレンケル
ペーター・フレンケル (Peter Frenkel、1939年5月13日-)は、旧東ドイツの陸上競技選手。1960年代から1970年代にかけて活躍した 競歩選手である。ザクセン＝アンハルト州ブルゲンラント郡エッカーツベルガ出身。

## 経歴
フレンケルがオリンピックに出場したのは1968年メキシコシティーオリンピックが最初である。この大会の20km競歩で10位という結果を残している。その後、1971年ヨーロッパ選手権では4位となるが、1972年ミュンヘンオリンピックではソ連のウラジミル・ゴルブニチー(Vladimir Golubnichy)らを抑えて金メダルを獲得した。
1974年のヨーロッパ選手権では途中棄権という結果に終わるが、1976年モントリオールオリンピックでは3位となり、2大会連続の表彰台となった。
フレンケルは引退後は東ドイツでは著名な写真家となる。

## 主な実績
| 年   | 大会                   | 場所                      | 種目     | 結果 | 記録          |
| ---- | ---------------------- | ------------------------- | -------- | ---- | ------------- |
| 1968 | オリンピック           | メキシコシティ(メキシコ)  | 20km競歩 | 10位 | 1時間37分21秒 |
| 1970 | IAAFワールドカップ競歩 | エシュボルン(西ドイツ)    | 20km競歩 | 3位  | 1時間27分33秒 |
| 1972 | オリンピック           | ミュンヘン(西ドイツ)      | 20km競歩 | 1位  | 1時間26分43秒 |
| 1975 | IAAFワールドカップ競歩 | Grand-Quevilly (フランス) | 20km競歩 | 3位  | 1時間26分54秒 |
| 1976 | オリンピック           | モントリオール(カナダ)    | 20km競歩 | 3位  | 1時間25分30秒 |